# Silene squamigera
Silene squamigera är en nejlikväxtart. Silene squamigera ingår i släktet glimmar, och familjen nejlikväxter.

## Underarter
Arten delas in i följande underarter:
- S. s. squamigera
- S. s. vesiculifera